# Cuaespinós escatós
El cuaespinós escatós (Cranioleuca muelleri) és una espècie d'ocell de la família dels furnàrids (Furnariidae).

## Hàbitat i distribució
Habita els boscos de les terres baixes de l'est del Brasil amazònic, incloent l'illa Mexiana.